# FC Vaslui
Der FC Vaslui (Fotbal Club Vaslui) ist ein rumänischer Fußballverein aus Vaslui. Nach einem Lizenzentzug in der Saison 2013/14 spielt der Verein in der Liga II, der zweiten rumänischen Liga.

## Geschichte
Im April 2002 unterbreitete der ehemalige FIFA-Schiedsrichter Adrian Porumboiu dem Besitzer der Firma Cerealcom, Gheorghe Strungariu, ein Übernahmeangebot für Sportul Municipal Vaslui, einem Verein, den dieser finanzierte und der unter Trainer Adrian Hârlab in der Divizia C um den Aufstieg in die Zweitklassigkeit kämpfte. Strungariu lehnte das Angebot ab, obwohl der Verein in finanziellen Schwierigkeiten steckte und sowohl Spieler als auch Trainer nicht rechtzeitig bezahlen konnte. Neben drei Spielern verließ auch Hârlab den Klub Anfang Mai 2002. Sportul Municipal konnte sich am Ende der Saison 2001/02 nicht gegen Poli Unirea Iași durchsetzen und wurde wegen des Rückzugs der Mannschaft vom Spielfeld während des 26. Spieltags zudem mit einem Zehn-Punkte-Abzug bestraft. Die örtlichen Behörden verloren das Interesse an dem hochverschuldeten Verein und boten stattdessen dem Staffelsieger der Divizia D aus dem Kreis Galați und Gewinner der Relegation, Victoria Galați, an, seine Drittliga-Heimspiele im Stadionul Municipal von Vaslui auszutragen.
Unter der Führung von Marius Stan, dem ehemaligen Präsidenten von Oțelul Galați und AS Rocar Bukarest, entstand daraufhin im Juli 2002 der neue Verein Fotbal Club Vaslui. Erster Trainer des Teams, das vor allem aus ehemaligen Spielern von Dunărea Galați bestand, war Ioan Sdrobiș. Während sich der FC Vaslui die Unterstützung zahlreicher Geschäftsleute, darunter auch die von Adrian Porumboiu, sichern konnte, trat Sportul Municipal Vaslui nach einem gescheiterten Fusionsversuch mit dem Staffelsieger der Divizia D aus dem Kreis Vaslui, Bicomplex Huși, nicht mehr in der Folgesaison 2002/03 an. Der FC Vaslui hingegen schaffte am 30. November 2002 sogar den Sprung an die Tabellenspitze, entließ unmittelbar nach dem siegreichen Heimspiel gegen Bucovina Rădăuți allerdings Trainer Sdrobiș aufgrund eines bereits davor gefassten Beschlusses des Verwaltungsrats. Zum Nachfolger wurde am 3. Februar 2003 Ion Balaur, der bisherige Co-Trainer von Remus Vlad bei Gloria Bistrița, ernannt. Am Ende der Saison stand gemeinsam mit Staffelsieger Petrolul Moinești und mit Laminorul Roman der Aufstieg in die Divizia B fest. Präsident Stan verließ daraufhin den Verein, da sein Vertrag mit Adrian Porumboiu nicht mehr verlängert wurde, und wurde durch Teofil Iordachi abgelöst. Trainer Balaur nahm im Juli 2003 das Angebot von Dacia Unirea Brăila an und wurde am 22. Juli 2003 durch Gigi Ion, den bisherigen Co-Trainer von Costel Orac bei Oțelul Galați, ersetzt.
Obwohl der Neuaufsteiger am Ende der Hinrunde der Saison 2003/04 auf dem zweiten Tabellenplatz stand, gab es am 29. Dezember 2003 erneut einen Präsidenten- und Trainerwechsel: für Präsident Iordachi kam Eugeniu Goicea aus Ploiești an die Vereinsspitze und mit Gabriel Stan wurde ein neuer Chefcoach als Nachfolger für Gigi Ion vorgestellt. Doch bereits nach zwei Spielen der Rückrunde gab Stan sein Amt im März 2004 auf. Mit Adrian Matei wurde zunächst ein neuer Trainer verpflichtet, der jedoch nicht die notwendige Lizenz besaß und daher in den Spielberichtsbögen als Masseur aufgeführt wurde. Nachdem sich die Klubführung mit Matei nicht auf einzelne Vertragsdetails einigen konnte, verließ dieser am 20. April 2004 den Verein und wurde durch Ioan Sdrobiș ersetzt. Mit diesem schaffte der FC Vaslui den zweiten Rang in seiner ersten Zweitligasaison hinter Poli Unirea Iași. Sdrobiș führte das Team in der Folgesaison an die Tabellenspitze, bevor er am 30. November 2004 entlassen wurde, da er vor dem Auswärtsspiel bei Gloria Buzău zum zweiten Mal im Laufe der Hinrunde ohne schriftliches Attest von der Mannschaft ferngeblieben war. Als Nachfolger wurde am 14. Januar 2005 Mircea Rednic geholt, mit dem der Staffelsieg und damit der Aufstieg in die höchste rumänische Spielklasse, die Divizia A, gelang. Der FC Vaslui war damit das erste Team in Rumänien, das innerhalb von drei Jahren nach seiner Gründung erstklassig spielte.
Während der Aufstiegsfeierlichkeiten gab Trainer Rednic bekannt, dass er den Verein verlassen würde, da er ein Angebot von einem belgischen Klub vorliegen hätte. Am 16. Juni 2005 wurde Basarab Panduru als sein Nachfolger vorgestellt, konnte in den ersten fünf Meisterschaftsspielen der Saison 2005/06 jedoch nur ein Unentschieden erreichen. Nach dem Rücktritt Pandurus am 11. September 2005 holte Mäzen Porumboiu am 13. September 2005 Aufstiegstrainer Rednic zu dem Tabellenvorletzten zurück. Mit ihm konnte der Klassenerhalt geschafft werden, ehe ihn am 12. Juni 2006 sein ehemaliger Verein Dinamo Bukarest als Cheftrainer verpflichtete.
Am 5. Juli 2006 wurde Gheorghe Mulțescu als neuer Trainer vorgestellt, der jedoch unmittelbar nach dem Heimspiel gegen Politehnica Iași am 24. September 2006 zurücktrat. Ab dem zehnten Spieltag der Saison 2006/07 trainierte Viorel Hizo den Verein. Am 7. Juni 2007 wurde er durch Dorinel Munteanu ersetzt, der als Spielertrainer verpflichtet wurde. Munteanus Vertrag wurde am 31. März 2008 aufgelöst und Emil Săndoi als Trainer für die letzten acht Saisonspiele verpflichtet. Am 10. Juni 2008 kehrte Hizo zurück und unterschrieb einen Zweijahresvertrag, musste den Verein aber bereits nach den ersten 13 Spieltagen der Saison 2008/09 wieder verlassen. Sein Nachfolger wurde am 1. November 2008 Viorel Moldovan. Da sich Adrian Porumboiu, der Mäzen des Vereins, mehrfach hinsichtlich eines möglichen Rückzugs aus der Meisterschaft nach Ende der Saison 2008/09 geäußert hatte, löste Moldovan seinen Vertrag am 26. Mai 2009 vorzeitig auf. Danach übernahm Cristian Dulca, der zuvor unter Hizo und Moldovan Co-Trainer war, bis zum 20. September 2009 das Amt des Chefcoachs. Nach Dorin Zotincă, der den FC Vaslui in einem Pokal- und Meisterschaftsspiel betreut hatte, wurde die Mannschaft ab Ende September 2009 von Marius Lăcătuș trainiert. Dieser kündigte seinen Vertrag nach dem verlorenen Pokalfinale im Mai 2010, um im Sommer 2010 zu seiner Tochter nach Spanien ziehen zu können. Als Nachfolger wurde am 14. Juni 2010 der Spanier Juan Ramón López Caro präsentiert, der am 8. Oktober 2010 suspendiert und erneut durch Viorel Hizo ersetzt wurde. Mit diesem scheiterte der FC Vaslui in der Qualifikation zur UEFA Champions League 2011/12 und nahm anschließend an der Gruppenphase der UEFA Europa League 2011/12 teil. Nachdem der Verein dort im Dezember 2011 ausgeschieden war und ein Trainingslager in Poiana Brașov auf Druck der Spieler abbrechen und nach Antalya verlagern musste, entließ Mäzen Porumboiu den Trainer am 27. Januar 2012, da sich dieser mit den Spielern solidarisiert hatte. Zwei Tage später unterschrieb der Portugiese Augusto Inácio einen Trainervertrag über anderthalb Jahre beim FC Vaslui. Er führte den Klub zum zweiten Platz in der Meisterschaft und damit dem größten Erfolg in der Vereinsgeschichte.
In der Saison 2013/14 war man sportlich auf dem fünften Platz positioniert. Jedoch versagte der rumänische Fußballverband dem FC Vaslui die Erstligalizenz für die Saison 2014/15 und versetzte ihn in die Liga II.

## Erfolge
- Rumänischer Pokalfinalist: 2010
- Rumänischer Vizemeister: 2012

## Platzierungen
| Saison                                             | Liga      | Platz      | Tore  | Punkte | Bemerkungen |
| -------------------------------------------------- | --------- | ---------- | ----- | ------ | --- |
| 2002/03                                            | Divizia C | 3. von 15  | 76:15 | 65     | Aufstieg |
| 2003/04                                            | Divizia B | 2. von 16  | 50:21 | 58     | |
| 2004/05                                            | Divizia B | 1. von 16  | 50:20 | 64     | Aufstieg |
| 2005/06                                            | Divizia A | 14. von 16 | 23:37 | 29     | |
| 2006/07                                            | Liga 1    | 8. von 18  | 41:44 | 50     | |
| 2007/08                                            | Liga 1    | 7. von 18  | 44:34 | 47     | UEFA Intertoto Cup 2008 und 1. Runde im UEFA-Pokal 2008/09                                                     |
| 2008/09                                            | Liga 1    | 5. von 18  | 44:37 | 57     | Play-offs in der UEFA Europa League 2009/10                                                                    |
| 2009/10                                            | Liga 1    | 3. von 18  | 44:28 | 62     | Play-offs in der UEFA Europa League 2010/11                                                                    |
| 2010/11                                            | Liga 1    | 3. von 18  | 51:28 | 65     | 3. Qualifikationsrunde in der UEFA Champions League 2011/12 und Gruppenphase in der UEFA Europa League 2011/12 |
| 2011/12                                            | Liga 1    | 2. von 18  | 58:29 | 70     | 3. Qualifikationsrunde in der UEFA Champions League 2012/13                                                    |
| 2012/13                                            | Liga 1    | 5. von 18  | 50:34 | 58     | |
| 2013/14                                            | Liga 1    | 5. von 18  | 38:32 | 51     | Zwangsabstieg                                                                                                  |
| 2014/15                                            | Liga II   |            |       |        | |
| grün unterlegt: Aufstieg orange unterlegt: Abstieg |           |            |       |        | |

## Spieler
- Sorin Frunză (2002–2004, 2005–2008)
- Lucian Burdujan (2008–2010)
- Dušan Kuciak (2008–2011)
- Wesley (2009–2012)
- Paul Papp (2009–2012)
- Adaílton (2010–2012)
- Gladstone (2010–2012)
- Lucian Sânmărtean (2010–2014)
- Liviu Antal (2012–2014)
- Piotr Celeban (2012–2014)
- Marius Niculae (2012)
- Denis Pozder (2013)

## Ehemalige Trainer
- Ioan Sdrobiș (Juli 2002 bis 30. November 2002, 20. April 2004 bis 30. November 2004)
- Ion Balaur (3. Februar 2003 bis Juli 2003)
- Gigi Ion (22. Juli 2003 bis 29. Dezember 2003)
- Gabriel Stan (29. Dezember 2003 bis März 2004)
- Adrian Matei (März 2004 bis 20. April 2004)
- Mircea Rednic (14. Januar 2005 bis Juni 2005, 13. September 2005 bis Juni 2006)
- Basarab Panduru (16. Juni 2005 bis 11. September 2005)
- Gheorghe Mulțescu (5. Juli 2006 bis 24. September 2006)
- Viorel Hizo (26. September 2006 bis 7. Juni 2007, 10. Juni 2008 bis Oktober 2008, 8. Oktober 2010 bis 27. Januar 2012, September 2012 bis April 2013)
- Dorinel Munteanu (7. Juni 2007 bis 31. März 2008)
- Emil Săndoi (April 2008 bis Mai 2008)
- Viorel Moldovan (1. November 2008 bis 26. Mai 2009)
- Cristian Dulca (Juni 2009 bis 20. September 2009)
- Dorin Zotincă (September 2009)
- Marius Lăcătuș (September 2009 bis Mai 2010)
- Juan Ramón López Caro (14. Juni 2010 bis 8. Oktober 2010)
- Augusto Inácio (29. Januar 2012 bis Juli 2012)
- Marius Șumudică (Juli 2012 bis September 2012)
- Eduard Iordănescu (September 2012)
- Gavril Balint (April 2013 bis Juni 2013)
- Ilie Stan (Juni 2013 bis August 2013)
- Ionuț Moșteanu (August 2013 bis Oktober 2013)
- Liviu Ciobotariu (seit Oktober 2013)